# رایتس (شهر اتریش)
رایتس (به آلمانی: Rietz) یک منطقهٔ مسکونی در اتریش است که در ناحیه ایمست واقع شده‌است. رایتس ۱۹٫۵۷ کیلومتر مربع مساحت دارد ۶۸۵ متر بالاتر از سطح دریا واقع شده‌است.